# Plánice
Plánice (en allemand : Planitz) est une ville du district de Klatovy, dans la région de Plzeň, en République tchèque. Sa population s'élevait à 1 660 habitants en 2021.

## Géographie
Plánice se trouve à 13 km à l'est de Klatovy, à 40 km au sud-sud-est de Plzeň et à 104 km au sud-ouest de Prague.
La commune est limitée par Újezd u Plánice, Mlýnské Struhadlo, Neurazy et Polánka au nord, par Myslív et Nehodiv à l'est, par Nalžovské Hory, Zborovy, Hnačov, Zavlekov et Číhaň au sud, et par Mochtín, Habartice et Kvaslice — ces deux quartiers formant une exclave de la ville de Klatovy — à l'ouest. La commune de Plánice compte également au nord-ouest deux quartiers enclavés, Zbyslav et Mlinářovice, qui sont séparés du territoire principal par la commune d'Újezd u Plánice.

## Histoire
La première mention écrite de la localité date de 1329.

## Administration
La commune se compose de douze sections :
- Bližanovy
- Křížovice
- Kvasetice
- Lovčice
- Mlynářovice
- Nová Plánice
- Plánice
- Pohoří
- Štipoklasy
- Vracov
- Zbyslav
- Zdebořice

## Galerie

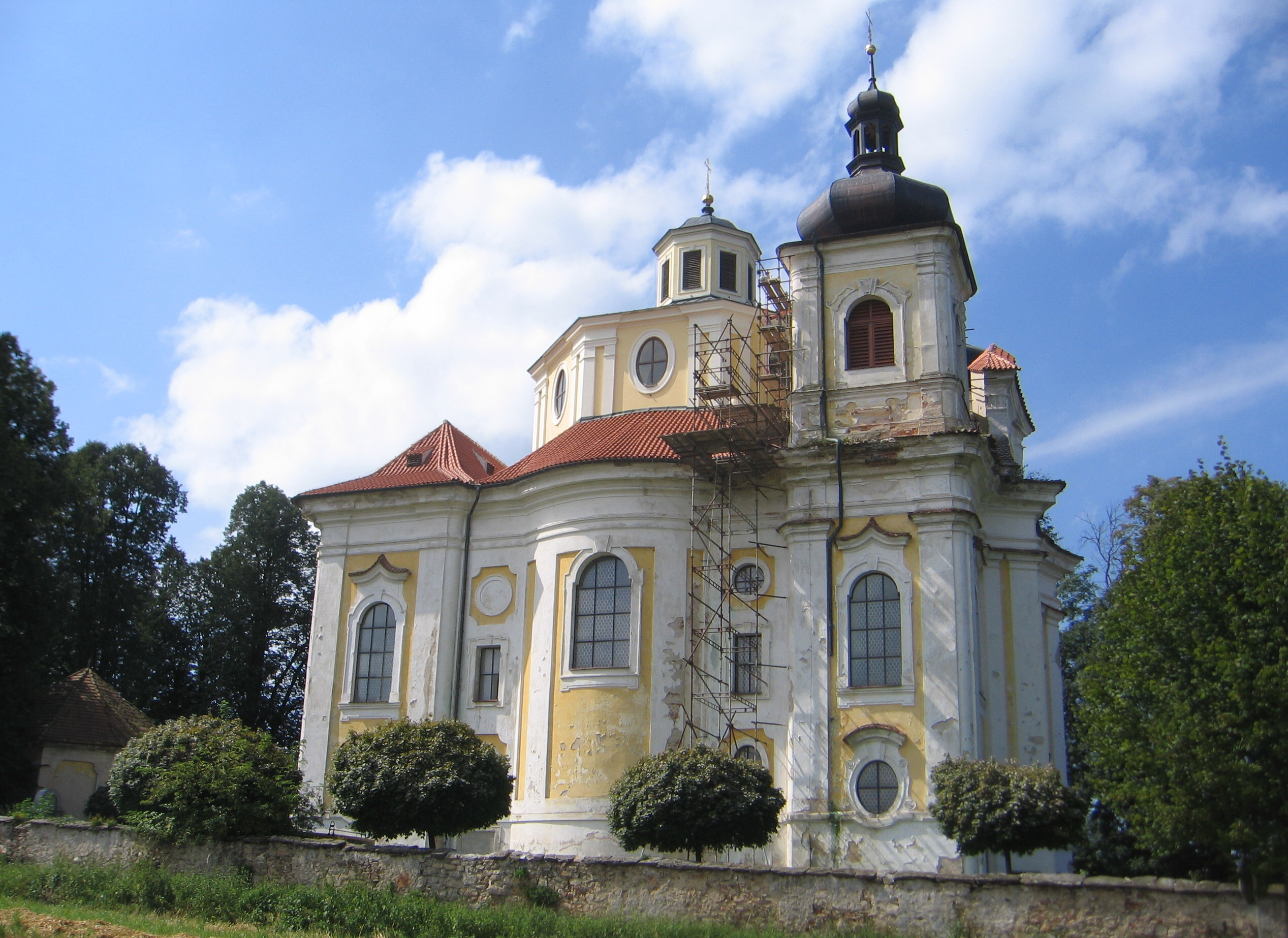
Église de la Nativité de la Vierge Marie.
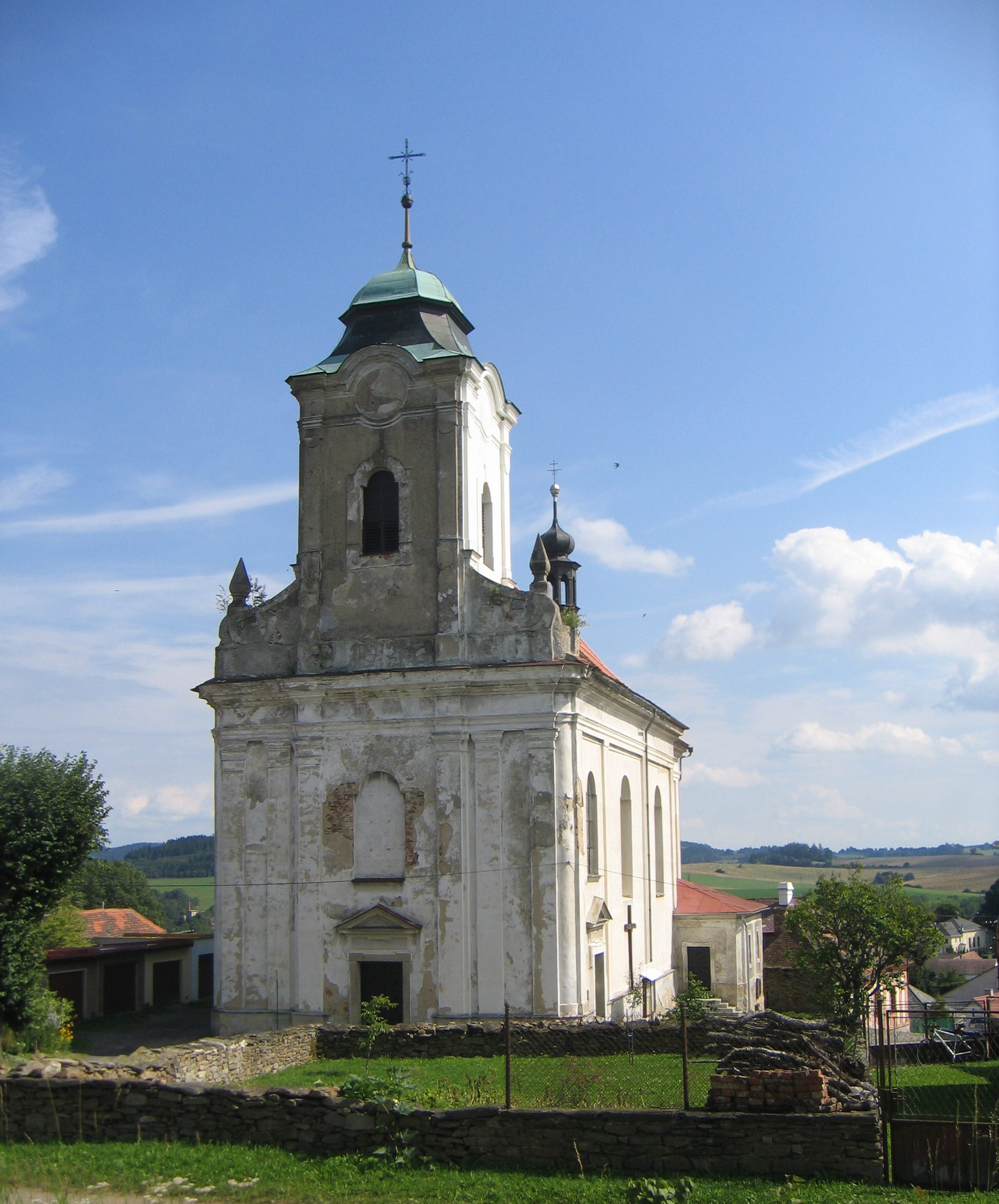
Église Saint-Blaise.
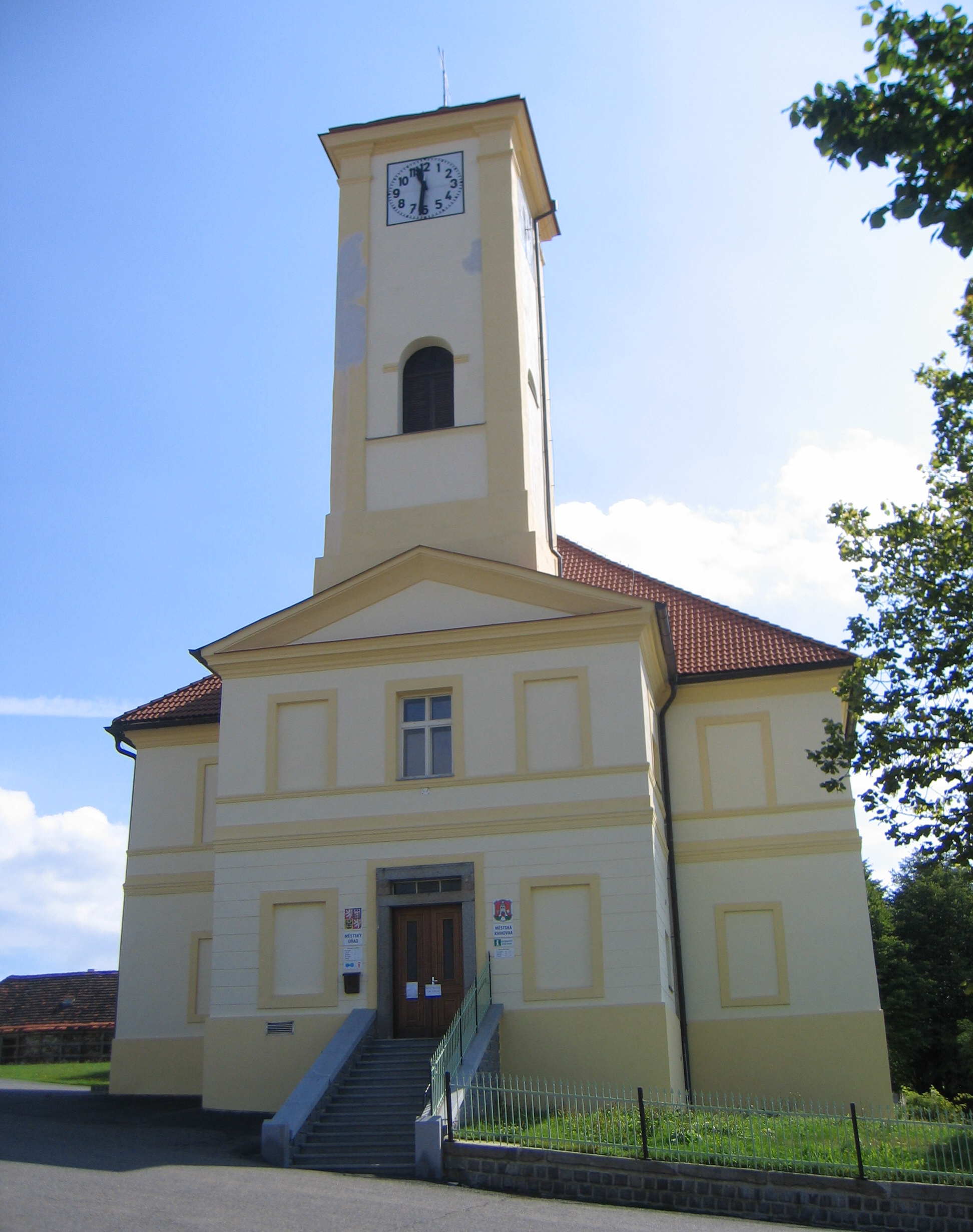
Hôtel de ville.

## Transports
Par la route, Plánice se trouve à 15 km de Klatovy, à 50 km de Plzeň et à 125 km de Prague.